# Lydham
Lydham är en ort och civil parish i Storbritannien.   Den ligger i grevskapet Shropshire i riksdelen England, i den södra delen av landet, 220 km nordväst om huvudstaden London. Lydham ligger 182 meter över havet och antalet invånare är 199.
Terrängen runt Lydham är kuperad åt nordväst, men åt sydost är den platt. Runt Lydham är det ganska glesbefolkat, med 40 invånare per kvadratkilometer. Närmaste större samhälle är Welshpool, 19,7 km nordväst om Lydham. Trakten runt Lydham består till största delen av jordbruksmark.